# TV Znova
TV Znova byl český parodický televizní pořad vysílaný v roce 1995 na stanici TV Nova z pražské Měšťanské besedy, kde TV Nova sídlila.
Pořad byl do jisté míry předchůdcem Tele Tele, protože si také kladl za cíl parodovat pořady vysílané na TV Nova i jejich moderátory. Parodii se tak nevyhnuli ani Eva Jurinová, Zbyněk Merunka, Roman Šmucler nebo Tereza Pergnerová. Pořad se skládal z krátkých skečů odehrávajících se v dekoraci parodovaných pořadů. Tvářemi pořadu byli Marek Vašut a Gabriela Osvaldová.

## Parodované pořady
| název parodie                      | parodovaný pořad                                                    |
| ---------------------------------- | ------------------------------------------------------------------- |
| Právě dnes, Televizní noviny Znova | Zpravodajství TV Nova, zejména pořady Právě dnes a Televizní noviny |
| Bubu                               | Tabu                                                                |
| Ezo                                | Eso                                                                 |
| Senzace                            | ezoterické pořady                                                   |
| Cože?                              | Proč?                                                               |
| Bing ho                            | Bingo                                                               |
| Volejte spasiteli                  | Volejte řediteli                                                    |
| Skrytý mikrofon                    | pořady se skrytou kamerou                                           |
| Sedum čili sedum                   | Sedm, čili 7 dní                                                    |
| Na vlastní oči                     | stejnojmenný pořad                                                  |
| Občanské judo                      | stejnojmenný pořad                                                  |
| VOX Populi                         | stejnojmenný pořad                                                  |

## Konec pořadu
Pořad TV Znova se dočkal celkem tří epizod, z nichž ale byly odvysílány jen dvě. Dle pozdějšího vyjádření jednoho z účinkujících, Marka Vašuta, byla natočena i třetí epizoda, jejíž součástí byla scénka v níž fiktivní protikomunistické komando vyslýchalo bývalého šéfredaktora časopisu Mladý svět z období komunistického režimu. Během výslechu se měl šéfredaktor přiznat, že tehdy tajně poslouchal skupinu The Plastic People of the Universe a četl zakázané knihy Václava Havla. To se údajně skutečnému šéfredaktorovi nelíbilo, stěžoval si u ředitele TV Nova Vladimíra Železného a ten půl hodiny před plánovaným vysíláním zakázal pořad odvysílat. Vašut po zákazu vysílání navštívil kancelář někdejší programové ředitelky TV Nova Libuše Šmuclerové a po krátkém rozhovoru byl pořad oficiálně zrušen.
Vašut a Osvaldová se s režisérem Marcelem Bystroněm a dramaturgem Davidem Smoljakem vrátili s obdobným pořadem v roce 1997, kdy TV Prima vysílala jejich pořad TV Bomba.